# كوساكا ماسانوبو
كوساكا دانجو ماسانوبو (باليابانية: 高坂 昌信) (1527 - ‏12 يونيو 1578) هو محارب ساموراي ياباني عاصر فترة سينغوكو. وهو يعتبر أحد ال24 جنرالاً لتاكيدا شنغن. غالبًا ما يُنسب إليه المؤلف الأصلي لـ Kōy Gunkan ، المحتوى الذي يسجل تاريخ عائلة تاكيدا وتكتيكاتهم العسكرية. ومن خلال هذه النصوص أطلق كوسكا البوشيدو، وهي المبادئ الأخلاقية والشجاعة على أرض المعركة، والتي أصبحت بمثابة الكتاب المقدس لمدارس الفنون القتالية.

## السيرة الذاتية
يُعرف كوساكا بأنه أحد ثلاثة دانغو الذين خدموا عائلة تاكادا، جنبًا إلى جنب مع هوشينا ماساتوشي وسانادا يوكيتاكا. كان كوسكا يتميز من بينهم بقيادته الحذرة ومهاراته العالية، لذلك كان يلقب بالدانغو الهارب.
في عام 1561، بصفته القائد العام لقلعة كايزو، لعب كوساكا دورًا مهمًا في معركة كاواناكاجيما الرابعة. أُبلغ تاكيدا عن طريق إشارات النيران بتحركات جيش أوئي-سوغي كن-شين عند اقترابه، ثم قاد هجوم التسلل إلى سايجو-ياما من أجل دفع رجال سوغي إلى السهل حيث يمكن أن يفاجؤوا بجيش تاكيدا. على الرغم من فشل هذا التكتيك، قاد كوساكا رجاله إلى أسفل التل، مهاجمًا جيش أوسوجي من الخلف، مما أدى إلى قلب مجرى المعركة.
في عام 1575 قاد القوات لحماية الحرس الخلفي لـلقائد "تاكيدا كاتسويوري" في معركة ناغاشينو عندما أجبرهم تحالف أودا-تاكاغاوا على التراجع.

## علاقته المثلية مع شنجن
بدأ علاقة حب بين كوساكا (16 عامًا) وتاكيدا شين-غن (22 عامًا) أحد أفراد العائلة الحاكمة في عام 1543. وكانت هذه العلاقات رائجة في اليابان ما قبل الحداثة، وهو تقليد يُعرف باسم شودو.
حتى الآن مازال ميثاق الحب الذي وقعه الاثنان محفوظًا في الأرشيف التاريخي لجامعة طوكيو، وفيه يتعهد شينجين بأنه لم يكن في علاقة جنسية مع شخص آخر قبل ذلك، وليس لديه أي نية للدخول في علاقة جنسية مع شخص آخر، ويؤكد أنه "بما أنني أريد أن أكون حميمًا معك" لن أقوم بأذى الصبي بأي حال من الأحوال، ويدعو الآلهة إلى أن تكون ضامنًا للوعد.

## التقاعد والوفاة
من المعروف تاريخيًا أن كوساكا ماسانوبو انتقد القائد كاتسويوري علانية مرات عديدة؛ ولهذا السبب، أُجبر كوساكا على "التقاعد" من الخدمة في عام 1578 وتوفي لاحقًا بسبب المرض.